# Tantilla tecta
Tantilla tecta este o specie de șerpi din genul Tantilla, familia Colubridae, descrisă de Campbell și Smith 1997. Conform Catalogue of Life specia Tantilla tecta nu are subspecii cunoscute.